# Rybnoje (rejon celinny)
Rybnoje (ros. Рыбное) – wieś (dieriewnia) w Rosji, w obwodzie kurgańskim, w rejonie celinnym. W 2010 liczyła 242 mieszkańców.